# Filippo Giustini
Filippo Giustini (ur. 8 maja 1852 w Cineto Romano, zm. 18 marca 1920 w Rzymie) – włoski duchowny katolicki, wysoki urzędnik Kurii Rzymskiej, kardynał.

## Życiorys
Studiował w seminarium w Tivoli, prowadzonym przez jezuitów, a także w Rzymie na Pontyfikalnym Seminarium Pio i na Ateneum "S. Apolinare" (zakończone doktoratem z teologii, filozofii i prawa kanonicznego). Święcenia kapłańskie otrzymał 23 grudnia 1876. Rozpoczął karierę naukową jako wykładowca w macierzystych uczelniach, najpierw w Tivoli, a potem w Rzymie. Przez prawie dwadzieścia lat wykładał prawo rzymskie. W 1886 został prywatnym szambelanem Jego Świątobliwości, a w 1891 kanonikiem w bazylice Santa Maria in Trastevere. Od 1892 pracował w Kurii Rzymskiej, początkowo jako konsultant w Kongregacji Rozkrzewiania Wiary, a następnie jako audytor Roty Rzymskiej (1897), sekretarz Kongregacji Biskupów (1902), konsultant w Świętym Oficjum (1902). W 1904 został członkiem Komisji ds. Kodyfikacji Kodeksu Prawa Kanonicznego. Od października 1908 sprawował funkcję sekretarza nowo utworzonej Kongregacji ds. Dyscypliny Sakramentów.
Kreowany kardynałem diakonem na ostatnim konsystorzu Piusa X z maja 1914. Uczestniczył w konklawe 1914. 14 października 1914 mianowany prefektem Świętej Kongregacji ds. Dyscypliny Sakramentów, od 1917 był też członkiem komisji ds. Autentycznej Interpretacji Kodeksu Prawa Kanonicznego. Nigdy nie przyjął święceń biskupich. Umarł na zapalenie płuc w swej rzymskiej rezydencji. Pochowany na Campo Verano.